# Venceslas Kruta
Venceslas Kruta (Saumur, Maine i Loira, 11 d'abril de 1939) és un arqueòleg i historiador francès. Està especialitzat en protohistòria d'Europa, principalment dins la cultura i la història dels celtes.

## Biografia
Del 1956 al 1961 va estudiar prehistòria i arqueologia clàssica a la Universitat Masaryk (txec: Masarykova univerzita) a Brno, República Txeca. Posteriorment, de 1963 a 1971, va estudiar a l'Institut d'Arqueologia de l'Acadèmia Txecoslovaca de Ciències (Akademie věd České republiky) de Praga.
El 1971 va tornar a França al Centre Nacional de la Recerca Científica (CNRS) de París. Va obtenir un doctorat en història a la Sorbona de París en 1974. El 1976 i 1977 dirigí una campanya d'excavacions arqueològiques a l'île de la Cité que revelà, sota el nivell gal·loromà, un de més antic, poc espectacular però real (claus, sots per a pals, restes de fosses d'escombraries).
Des del 1972 fins al 2008 va exercir com a director d'estudis europeus protohistòrics a l'École pratique des hautes études (EPHE) a la Sorbona on actualment és professor emèrit. Posteriorment, va ser nomenat director d'estudis cèltics al CNRS.
La seva àrea principal de recerca és l'arqueologia i la protohistòria d'Europa, amb una atenció especial a les relacions comercials i culturals dels pobles de l'Europa central amb el món mediterrani durant el primer mil·lenni abans de Crist.
Moltes de les seves obres serveixen de llibre d'història, però també de diccionari, com ara Les Celtes, histoire et dictionnaire. Des origines à la romanisation et au christianisme, una obra de referència per a investigadors i estudiants que es va traduir a l'italià el 2003.
És membre de l'Istituto di studi etrusco-italici de Florència i director del Centre d'Estudis Cèltics de París.
Com a assessor o director, ha treballat en la preparació d'exposicions internacionals, entre elles I Celti : la prima Europa al Palazzo Grassi de Venècia el 1991 i Treasures of Celtic Art: a European Heritage, organitzada pel diari Asahi Shimbun, al Museu Metropolità d'Art de Tòquio.

## Publicacions
Venceslas Kruta ha publicat nombrosos llibres, entre ells Les Celtes, histoire et dictionnaire (Robert Laffont), la referència en aquesta àrea d'investigació per als estudiants i investigadors, més reservats sobre l 'aspecte lingüístic de l'obra.
- Le trésor de Duchcov dans les col·lecciós tchécoslovaques (en francès), 1971.

- L'art celtique en Bohême : les parures métalliques du Ve au IIe avant notre ère (en francès).  París: Champion, 1975 (Bibliothèque de l'École des Hautes Études).

- Les Celtes (en francès).  París: PUF, 1976 (Que sais-je ?).

- Les Celtes (en francès). Amb fotografiesde E. Lessing, contribucions de M. Szabo i introd. de P.-M. Duval.  París: Hatier, 1978.

- Les mouvements celtiques du Ve au Ier avant notre ère (en francès). Amb Paul-Marie Duval.  París: CNRS, 1978.

- Les Celtes en Occident (en francès). Amb fotografiesde W. Forman.  París: Atlas, 1985.

- Le Château du Louvre (en francès). Amb Michel Fleury.  París: Atlas, 1991.

- L'Europe des origines, la Protohistoire 6000-500 avant J.-C. (en francès).  París: Gallimard, 1992 (l'Univers des formes).

- I Celti in Italia (en italià). Amb V. Manfredi.  Milan: Mondadori, 1999.

- Les Celtes. Histoire et dictionnaire, des origines à la romanisation et au christianisme (en francès).  París: Laffont, 2000 (Bouquins). ISBN 2-221-05690-6.

- Aux origines de l'Europe : le monde des Celtes (en francès), 2001.

- Vercingétorix (en francès).  Flammarion, 2003. ISBN 9782080126238.

- I Celti e il Mediterraneo (en italià).  Milan: Jaka Book, 2004. ISBN 88-16-43628-X.

- La cruche celte de Brno (en francès), 2007.

- Brno e il sapere dei Celti (en italià). Amb Silvia Cernuti.  „Archeo“, 2008.

- Gli occhi della notte. Celti, Etruschi, Italici e la volta celeste (en italià), 2008.